# Магьера, Жозеф
Жо́зеф Магьера (фр. Joseph Magiera; 6 марта 1939, Блено-ле-Понт-а-Муссон — 24 октября 2024, Понт-а-Муссон) — французский футболист, играл на позиции вратаря.

## Биография

### Игровая карьера
Магьера начал карьеру в клубе «Нанси», в котором отыграл три сезона.
В 1962 году перешёл в «Валансьен», в составе которого отыграл 8 сезонов, став основным вратарём этого клуба. За «Валансьен» он сыграл в Лиге 1 279 матчей и в 1965 и 1966 годах стал бронзовым призёром чемпионата страны.
В 1970 году перешёл в «Нанси», в котором отыграл два сезона. В 1972 году перешёл в «Блено», в котором отыграл 5 сезонов и в 1977 году завершил карьеру игрока.

### Смерть
Скончался 24 октября 2024 года в возрасте 85 лет.